# Alfred Kieffer
Alfred Kieffer (Rëmeleng, 11 gennaio 1904 – Déifferdeng, 11 ottobre 1987) è stato un calciatore lussemburghese, di ruolo centrocampista.

## Carriera
Ha partecipato alle Olimpiadi del 1924.